# Пилюльница шароносная
Пилюльница шароносная (лат. Pilularia globulifera) — вид водного папоротника рода Пилюльница (Pilularia) семейства Марсилиевые (Marsileaceae). Нативный вид западной Европы, произрастает по берегам озёр, прудов и болот, на влажных глинистых или глинисто-песчаных почвах, а также на мелководье до 30 см. 

## Описание
Является разноспоровым растением, несущим как макроспорангий, так и микроспорангий. Корневище длинное тонкое, растёт на поверхности грунта, придаточные корни тонкие. Листья длиной до 25 см сочно-зелёные игольчато-искривлённой формы.
|  |  |

## Распространение и местообитание
Вид растёт на иле и грязевых почвах на окраинах озёр, прудов и других водотоков. Как минимум растение погружено в воду как минимум в течение части года. В Великобритании с этим растением ассоциированы Apium inundatum, Hydrocotyle vulgaris и лютик жгучий (Ranunculus flammula). Распространено в водоёмах Европы.

## Использование
Пилюльница шароносная выращивается как дополнительное водное растение в садовых прудах и аквариумах.